# Scandinavische metalscene
De Scandinavische metalscene kreeg een opleving in begin jaren negentig toen er een nieuwe deathmetalstroming ontstond vanuit Göteborg en Stockholm. Deze stroming werd Göteborgmetal genoemd en kreeg later de meer algemene naam melodieuze deathmetal. Ook bands uit Noorwegen en Finland gingen tot dit nieuwe genre behoren.
De Zweedse en Finse bands, geïnspireerd door Bathory en andere thrashmetalbands uit de jaren tachtig, waren populairder dan de Noorse bands die zich vooral lieten inspireren door black metal met keyboards en chaotische riffs.
Ook is de vikingmetal een populair metalgenre in Scandinavië.

## Göteborgmetal
Pioniers van de Göteborgmetal zijn Dark Tranquillity, At the Gates, en In Flames. De Zweedse en Finse bands gebruikten door grindcore beïnvloede riffs, waarna elementen uit de progrock werden toegevoegd.

## Mainstream
In de loop van de jaren negentig splitsten de Noorse en Zweedse takken zich steeds verder op, waarbij het centrum van de Zweedse tak naar Göteborg ging. Invloeden uit de New wave of British heavy metal kwamen op waardoor Finse bands steeds meer in de Europese mainstream terechtkwamen.

## Bands
- Amon Amarth (SWE)
- Amorphis (FIN)
- Arch Enemy (SWE)
- At The Gates (SWE)
- Children of Bodom (FIN)
- Dark Tranquillity (SWE)
- Demigod
- Demilich
- Dimension Zero
- Dimmu Borgir (NOR)
- Dismember
- Ebony Tears
- Ensiferum (FIN)
- Entombed (SWE)
- The Everdawn
- Finntroll (FIN)
- Gates of Ishtar
- The Haunted
- Hypocrisy (SWE)
- Immortal Souls
- In Flames (SWE)
- Iniquity (DNK)
- Korpiklaani (FIN)
- Moonsorrow (FIN)
- Norther (FIN)
- Pantokrator
- Sentenced (FIN)
- Skyfire
- Taketh
- Thyrfing (SWE)
- Vintersorg (SWE)
- Vomitory (SWE)
- Wintersun (FIN)